# Barrage de Hautefage
Die Barrage de Hautefage („Talsperre von Hautefage“) bzw. Barrage de la Broquerie ist ein französischer Stausee  im Département Corrèze in der Région Nouvelle-Aquitaine und ist seit 1958 in Betrieb. Die Staumauer wurde zwischen 1956 und 1958 erbaut.

## Geographie
Das Bauwerk staut den Lauf der Maronne, eines Nebenflusses der Dordogne, auf halbem Wege zwischen Hautefage und Sexcles im mittleren Teil des Zentralmassivs.

## Nutzung
Genutzt wird der Stausee als Wasserkraftwerk zur Stromerzeugung. Es ist für eine Leistung von ca. 27 MW ausgelegt. Betreiber der Anlage ist die Électricité de France (EDF).